# Cynanchum wrightianum
Cynanchum wrightianum är en oleanderväxtart som beskrevs av Brother Alain. Cynanchum wrightianum ingår i släktet Cynanchum och familjen oleanderväxter. Inga underarter finns listade i Catalogue of Life.